# Мохе (місто)
Мохе (кит. 漠河, пін. Mòhé) — місто повітового рівня у Китаї в префектурі Дасін'аньлін, провінція Хейлунцзян. Є найпівнічнішим китайським містом.

## Географія

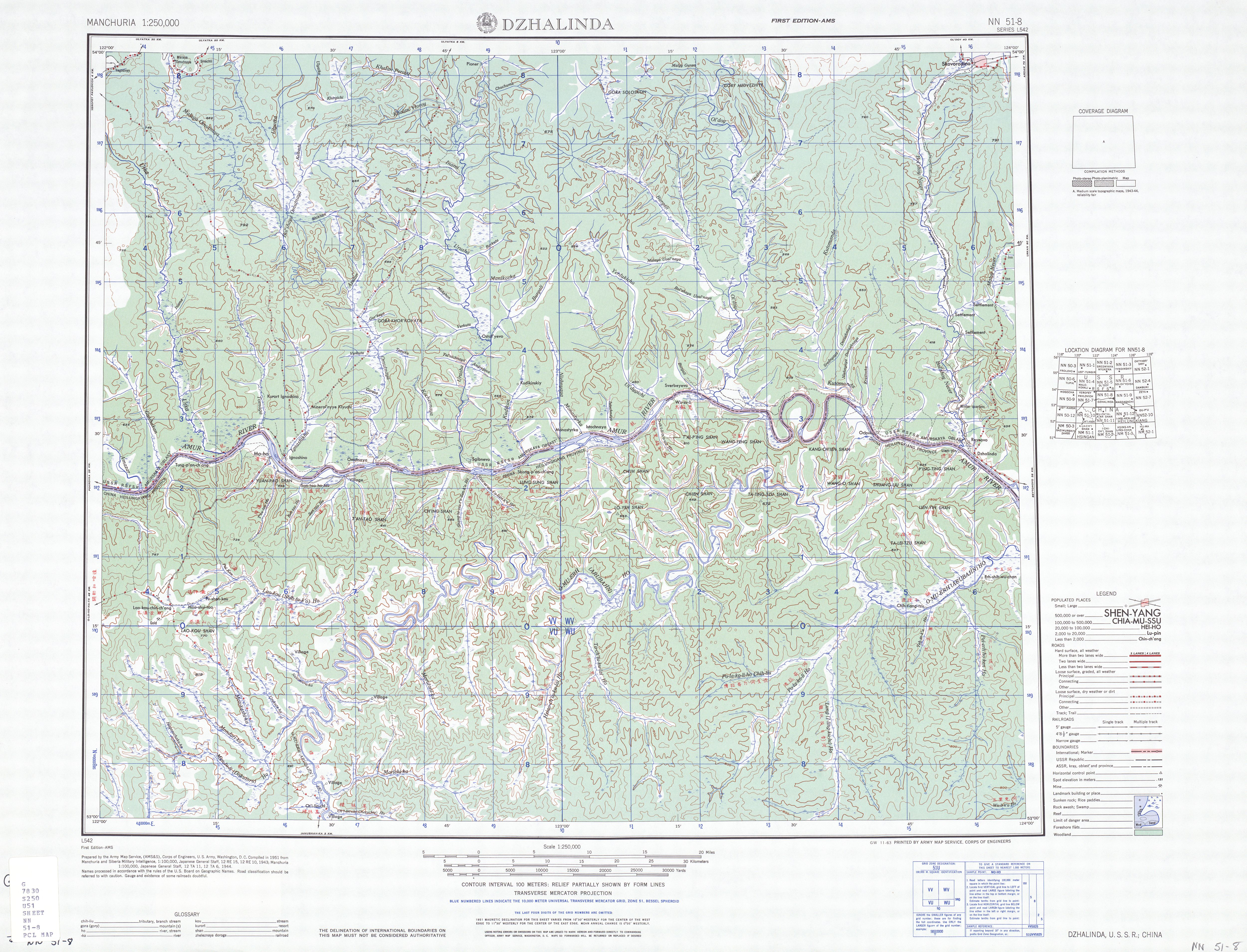
Джалінда (1951)

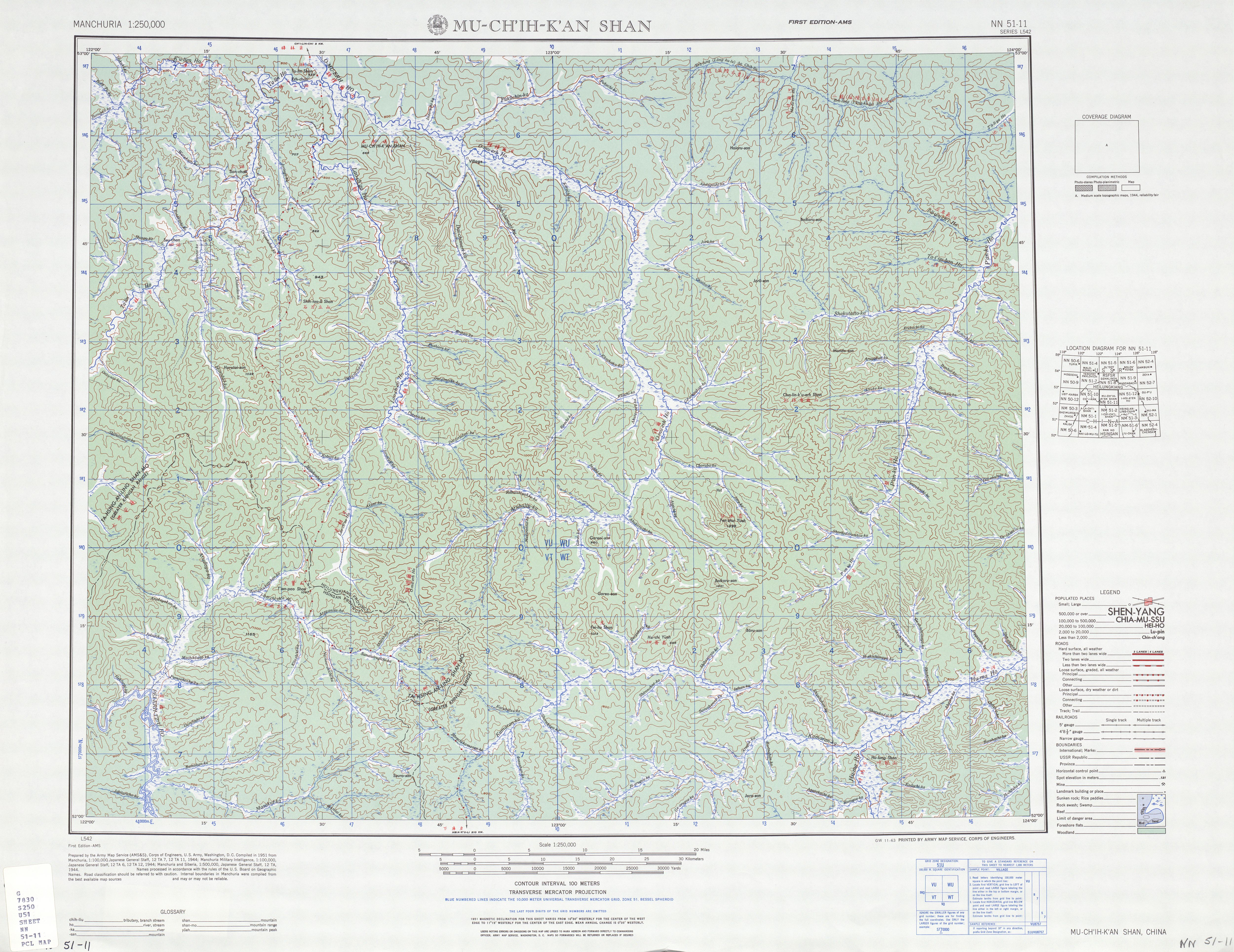
Карта, що включає частину Мохе(AMS, 1951)

Мохе розташоване на крайньому північному заході Хейлунцзяна. Воно межує з російською Амурською областю та Забайкальським краєм, вздовж 245 км кордону протікає річка Амур. У межах міської території на річці Амур розташоване село Бейцзи (北极村 , «найпівнічніший»), яке є найпівнічнішим поселенням Китаю. У вкрай рідкісних випадках тут можна побачити полярне сяйво .
Мохе простягається на 150 км з півночі на південь і має загальну площу 18 233 кв. км, займаючи 21,6 % площі префектури (Дасін'аньлін) і 3,9 % провінції (Хейлунцзян). Через це густота населення становить лише 4,64 особи/км2.

### Клімат
Мохе, у силу свого далекого північного розташування, є одним з небагатьох місць у Китаї із субарктичним кліматом (за Кеппеном Dwc)) з довгими суворими зимами та коротким теплим літом. Зима починається на початку-середині жовтня і триває до кінця квітня, а температура зазвичай є найхолоднішою в усій країні. Середні температури тримаються нижче нуля протягом майже семи місяців року, а безморозний період — лише 90 днів; добова різниця температур велика, у середньому 17,2 °C щорічно. Середньомісячна температура становить від −28,2 °C у січні до 18,3 °C в липні, із середньорічним значенням −3,9 °C, таким чином місто знаходиться лише трохи на південь від лінії суцільної вічної мерзлоти. Максимальні температури коливаються від −52,3 °C до 39,3 °C.
| Клімат Мохе             | Клімат Мохе | Клімат Мохе | Клімат Мохе | Клімат Мохе | Клімат Мохе | Клімат Мохе | Клімат Мохе | Клімат Мохе | Клімат Мохе | Клімат Мохе | Клімат Мохе | Клімат Мохе | Клімат Мохе |
| Показник                | Січ.        | Лют.        | Бер.        | Квіт.       | Трав.       | Черв.       | Лип.        | Серп.       | Вер.        | Жовт.       | Лист.       | Груд.       | Рік         |
| Середній максимум, °C   | −18,4       | −11,4       | −2,6        | 8,5         | 17,7        | 24,7        | 26          | 23,9        | 16,8        | 5,4         | −9,1        | −19         | 5,2         |
| Середня температура, °C | −28,2       | −23,8       | −13,1       | 0,5         | 9,2         | 15,7        | 18,3        | 15,2        | 7,4         | −2,7        | −17,9       | −27,4       | −3,9        |
| Середній мінімум, °C    | −35,3       | −32,8       | −23         | −7,8        | −0,3        | 5,9         | 10,6        | 7,6         | −0,2        | −9,8        | −24,9       | −33,6       | −12         |
| Норма опадів, мм        | 7.4         | 4.3         | 6.1         | 20.2        | 35.5        | 71.6        | 97          | 107.1       | 55.3        | 25          | 13.8        | 8.8         | 452.1       |
| Вологість повітря, %    | 71          | 67          | 63          | 56          | 56          | 70          | 79          | 81          | 75          | 70          | 73          | 72          | 69.4        |
| ----------------------- | ----------- | ----------- | ----------- | ----------- | ----------- | ----------- | ----------- | ----------- | ----------- | ----------- | ----------- | ----------- | ----------- |
| Джерело: data.cma.cn    |             |             |             |             |             |             |             |             |             |             |             |             |             |

## Сполучення
Залізничний вокзал Мохе, відкритий у 1972 році, є найпівнічнішою залізничною станцією Китаю. Він регулярно обслуговує пасажирські перевезення до Харбіна, Ціцікара та Шеньяна.
Аеропорт Мохе Ґулянь, відкритий у 2008 році, є найпівнічнішим аеропортом країни.

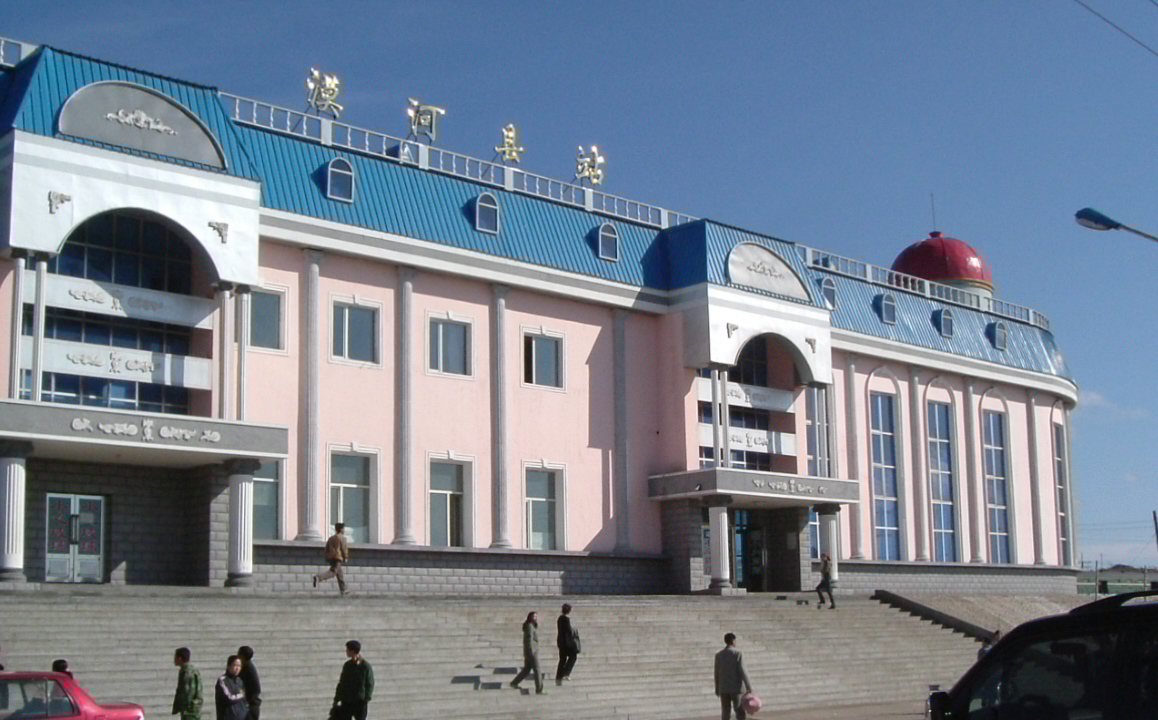
Залізничний вокзал Мохе